# Нові Пермісі
Нові Пермі́сі (рос. Новые Пермиси, ерз. Новые Пермиси) — селище у складі Беликоберезниківського району Мордовії, Росія. Входить до складу Перміського сільського поселення.

## Населення
Населення — 7 осіб (2010; 30 у 2002).
Національний склад (станом на 2002 рік):
- ерзяни — 100 %